# Omloop Het Nieuwsblad de 2023
A 78.ª edição da clássica ciclista Omloop Het Nieuwsblad foi uma corrida na Bélgica que se celebrou a 25 de fevereiro de 2023. A corrida dá começo à ano de clássicas de pavé sobre um percurso de 207,3 quilómetros com início na cidade de Gante e final no município de Ninove .
A corrida fez parte do UCI WorldTour de 2023, calendário ciclístico de máximo nível mundial, sendo a quarta corrida de dito circuito e foi vencida pelos neerlandês Dylan van Baarle do Jumbo-Visma. Completaram o pódio, como segundo e terceiro classificado respectivamente, o belga Arnaud De Lie do Lotto Dstny e o francês Christophe Laporte da mesma equipa que o vencedor.

## Equipas participantes
Tomaram parte na corrida 25 equipas: 18 de categoria UCI WorldTeam e 7 de categoria UCI ProTeam. Formaram assim um pelotão de 175 ciclistas dos que acabaram 125. As equipas participantes são:
| Equipes WorldTeam (18)- AG2R Citroën Team - Alpecin-Deceuninck - Arkéa-Samsic - Astana Qazaqstan Team - Bahrain Victorious - Bora-Hansgrohe - Cofidis - EF Education-EasyPost - Groupama-FDJ - Ineos Grenadiers - Intermarché-Circus-Wanty - Jumbo-Visma - Movistar Team - Soudal Quick-Step - Team Jayco AlUla - Team DSM - Trek-Segafredo - UAE Team Emirates Equipes ProTeam (7)- Bingoal WB - Human Powered Health - Israel-Premier Tech - Lotto Dstny - Team Flanders-Baloise - TotalEnergies - Uno-X Pro Cycling Team |
| |

## Classificação final
- A classificação finalizou da seguinte forma:[2]

### Classificação geral
| \| Classificação geral \| Classificação geral \| Classificação geral \| Classificação geral \| Classificação geral \| \| Ciclista \| Ciclista \| Equipe \| Tempo \| \| \| ------------------- \| ------------------- \| ---------------------- \| ------------------- \| ------------------- \| \| 1. \| Dylan van Baarle \| Jumbo-Visma \| 4h54m49s \| \| \| 2. \| Arnaud De Lie \| Lotto Dstny \| + 20s \| \| \| 3. \| Christophe Laporte \| Jumbo-Visma \| + 20s \| \| \| 4. \| Alexander Kristoff \| Uno-X Pro Cycling Team \| + 20s \| \| \| 5. \| Thomas Pidcock \| Ineos Grenadiers \| + 20s \| \| \| 6. \| Davide Ballerini \| Soudal Quick-Step \| + 20s \| \| \| 7. \| Nils Politt \| Bora-Hansgrohe \| + 20s \| \| \| 8. \| Andrea Pasqualon \| Bahrain Victorious \| + 20s \| \| \| 9. \| Rui Oliveira \| UAE Team Emirates \| + 20s \| \| \| 10. \| Sep Vanmarcke \| Israel-Premier Tech \| + 20s \| \| |                    |                        |          |
| |                    |                        |          |
| Fonte: ProCyclingStats |                    |                        |          |
| Classificação geral |                    |                        |          |
| Ciclista | Ciclista           | Equipe                 | Tempo    |
| 1. | Dylan van Baarle   | Jumbo-Visma            | 4h54m49s |
| 2. | Arnaud De Lie      | Lotto Dstny            | + 20s    |
| 3. | Christophe Laporte | Jumbo-Visma            | + 20s    |
| 4. | Alexander Kristoff | Uno-X Pro Cycling Team | + 20s    |
| 5. | Thomas Pidcock     | Ineos Grenadiers       | + 20s    |
| 6. | Davide Ballerini   | Soudal Quick-Step      | + 20s    |
| 7. | Nils Politt        | Bora-Hansgrohe         | + 20s    |
| 8. | Andrea Pasqualon   | Bahrain Victorious     | + 20s    |
| 9. | Rui Oliveira       | UAE Team Emirates      | + 20s    |
| 10. | Sep Vanmarcke      | Israel-Premier Tech    | + 20s    |

## Ciclistas participantes e posições finais
| Jumbo-Visma TJV | Jumbo-Visma TJV            | Jumbo-Visma TJV |
| --------------- | -------------------------- | --------------- |
| Num             | Ciclista                   | Pos             |
| 1               | Tiesj Benoot (BEL)         | 15.             |
| 2               | Edoardo Affini (ITA)       | 115.            |
| 3               | Christophe Laporte (FRA)   | 3.              |
| 4               | Jan Tratnik (SLO)          | 94.             |
| 5               | Dylan van Baarle (NED)     | 1.              |
| 6               | Tim van Dijke (NED)        | 114.            |
| 7               | Nathan Van Hooydonck (BEL) | 30.             |

| Soudal Quick-Step SOQ | Soudal Quick-Step SOQ            | Soudal Quick-Step SOQ |
| --------------------- | -------------------------------- | --------------------- |
| Num                   | Ciclista                         | Pos                   |
| 11                    | Yves Lampaert (BEL)              | 71.                   |
| 12                    | Davide Ballerini (ITA)           | 6.                    |
| 13                    | Tim Declercq (BEL)               | DNF                   |
| 14                    | Stan Van Tricht (BEL)            | 125.                  |
| 15                    | Casper Pedersen (DEN)            | 59.                   |
| 16                    | Florian Sénéchal (FRA) (estrada) | 77.                   |
| 17                    | Jannik Steimle (GER)             | 116.                  |

| Intermarché-Circus-Wanty ICW | Intermarché-Circus-Wanty ICW | Intermarché-Circus-Wanty ICW |
| ---------------------------- | ---------------------------- | ---------------------------- |
| Num                          | Ciclista                     | Pos                          |
| 21                           | Sven Erik Bystrøm (NOR)      | 54.                          |
| 22                           | Rune Herregodts (BEL)        | DNF                          |
| 23                           | Arne Marit (BEL)             | 105.                         |
| 24                           | Hugo Page (FRA)              | 110.                         |
| 25                           | Baptiste Planckaert (BEL)    | 93.                          |
| 26                           | Mike Teunissen (NED)         | 11.                          |
| 27                           | Laurenz Rex (BEL)            | DNF                          |

| Alpecin-Deceuninck ADC | Alpecin-Deceuninck ADC     | Alpecin-Deceuninck ADC |
| ---------------------- | -------------------------- | ---------------------- |
| Num                    | Ciclista                   | Pos                    |
| 31                     | Jasper Philipsen (BEL)     | 33.                    |
| 32                     | Dries De Bondt (BEL)       | 44.                    |
| 33                     | Michael Gogl (AUT)         | DNF                    |
| 34                     | Søren Kragh Andersen (DEN) | 99.                    |
| 35                     | Oscar Riesebeek (NED)      | 89.                    |
| 36                     | Robert Stannard (AUS)      | 66.                    |
| 37                     | Gianni Vermeersch (BEL)    | 72.                    |

| AG2R Citroën Team ACT | AG2R Citroën Team ACT   | AG2R Citroën Team ACT |
| --------------------- | ----------------------- | --------------------- |
| Num                   | Ciclista                | Pos                   |
| 41                    | Greg Van Avermaet (BEL) | 34.                   |
| 42                    | Oliver Naesen (BEL)     | 19.                   |
| 43                    | Lawrence Naesen (BEL)   | 84.                   |
| 44                    | Stan Dewulf (BEL)       | 41.                   |
| 45                    | Benoît Cosnefroy (FRA)  | 63.                   |
| 46                    | Michael Schär (SUI)     | DNF                   |
| 47                    | Damien Touzé (FRA)      | 70.                   |

| Astana Qazaqstan Team AST | Astana Qazaqstan Team AST | Astana Qazaqstan Team AST |
| ------------------------- | ------------------------- | ------------------------- |
| Num                       | Ciclista                  | Pos                       |
| 51                        | Leonardo Basso (ITA)      | 107.                      |
| 52                        | Luis León Sánchez (ESP)   | 119.                      |
| 53                        | Manuele Boaro (ITA)       | DNF                       |
| 54                        | Yevgeniy Gidich (KAZ)     | DNF                       |
| 55                        | Yevgeniy Fedorov (KAZ)    | 85.                       |
| 56                        | Martin Laas (EST)         | DNF                       |
| 57                        | Gleb Syrica               | DNF                       |

| Bahrain Victorious TBV | Bahrain Victorious TBV | Bahrain Victorious TBV |
| ---------------------- | ---------------------- | ---------------------- |
| Num                    | Ciclista               | Pos                    |
| 61                     | Matej Mohorič (SLO)    | 21.                    |
| 62                     | Filip Maciejuk (POL)   | 69.                    |
| 63                     | Jonathan Milan (ITA)   | 36.                    |
| 64                     | Andrea Pasqualon (ITA) | 8.                     |
| 65                     | Dušan Rajović (SRB)    | 88.                    |
| 66                     | Jasha Sütterlin (GER)  | DNF                    |
| 67                     | Fred Wright (GBR)      | 57.                    |

| Bora-Hansgrohe BOH | Bora-Hansgrohe BOH          | Bora-Hansgrohe BOH |
| ------------------ | --------------------------- | ------------------ |
| Num                | Ciclista                    | Pos                |
| 71                 | Jordi Meeus (BEL)           | DNF                |
| 72                 | Nico Denz (GER)             | DNF                |
| 73                 | Marco Haller (AUT)          | 80.                |
| 74                 | Jonas Koch (GER)            | 28.                |
| 75                 | Luis-Joe Lührs (GER)        | DNF                |
| 76                 | Nils Politt (GER) (estrada) | 7.                 |
| 77                 | Ide Schelling (NED)         | 14.                |

| Cofidis COF | Cofidis COF            | Cofidis COF |
| ----------- | ---------------------- | ----------- |
| Num         | Ciclista               | Pos         |
| 81          | Axel Zingle (FRA)      | 95.         |
| 82          | André Carvalho (POR)   | DNF         |
| 83          | Wesley Kreder (NED)    | DNF         |
| 84          | Christophe Noppe (BEL) | 109.        |
| 85          | Alexis Renard (FRA)    | 53.         |
| 86          | Jelle Wallays (BEL)    | 87.         |
| 87          | Piet Allegaert (BEL)   | 12.         |

| EF Education-EasyPost EFE | EF Education-EasyPost EFE | EF Education-EasyPost EFE |
| ------------------------- | ------------------------- | ------------------------- |
| Num                       | Ciclista                  | Pos                       |
| 91                        | Jens Keukeleire (BEL)     | 64.                       |
| 92                        | Owain Doull (GBR)         | 16.                       |
| 93                        | Stefan Bissegger (SUI)    | 20.                       |
| 94                        | Jonas Rutsch (GER)        | 24.                       |
| 95                        | Tom Scully (NZL)          | NP                        |
| 96                        | James Shaw (GBR)          | 67.                       |
| 97                        | Julius van den Berg (NED) | 29.                       |

| Groupama-FDJ GFC | Groupama-FDJ GFC      | Groupama-FDJ GFC |
| ---------------- | --------------------- | ---------------- |
| Num              | Ciclista              | Pos              |
| 101              | Stefan Küng (SUI)     | 25.              |
| 102              | Lewis Askey (GBR)     | 61.              |
| 103              | Kevin Geniets (LUX)   | 27.              |
| 104              | Olivier Le Gac (FRA)  | 52.              |
| 105              | Fabian Lienhard (SUI) | 78.              |
| 106              | Jake Stewart (GBR)    | 17.              |
| 107              | Samuel Watson (GBR)   | 75.              |

| Ineos Grenadiers IGD | Ineos Grenadiers IGD     | Ineos Grenadiers IGD |
| -------------------- | ------------------------ | -------------------- |
| Num                  | Ciclista                 | Pos                  |
| 111                  | Thomas Pidcock (GBR)     | 5.                   |
| 112                  | Brandon Rivera (COL)     | DNF                  |
| 113                  | Michał Kwiatkowski (POL) | 106.                 |
| 114                  | Luke Rowe (GBR)          | 122.                 |
| 115                  | Magnus Sheffield (USA)   | 22.                  |
| 116                  | Connor Swift (GBR)       | 91.                  |
| 117                  | Ben Turner (GBR)         | DNF                  |

| Movistar Team MOV | Movistar Team MOV         | Movistar Team MOV |
| ----------------- | ------------------------- | ----------------- |
| Num               | Ciclista                  | Pos               |
| 121               | Imanol Erviti (ESP)       | 50.               |
| 122               | Iván García Cortina (ESP) | DNF               |
| 123               | Mathias Norsgaard (DEN)   | 82.               |
| 124               | Matteo Jorgenson (USA)    | 18.               |
| 125               | Max Kanter (GER)          | 38.               |
| 126               | Lluís Mas (ESP)           | 40.               |
| 127               | Iván Romeo (ESP)          | 76.               |

| Arkéa-Samsic ARK | Arkéa-Samsic ARK      | Arkéa-Samsic ARK |
| ---------------- | --------------------- | ---------------- |
| Num              | Ciclista              | Pos              |
| 131              | Jenthe Biermans (BEL) | 37.              |
| 132              | Alan Riou (FRA)       | DNF              |
| 133              | Donavan Grondin (FRA) | DNF              |
| 134              | Mathis Le Berre (FRA) | 23.              |
| 135              | Matis Louvel (FRA)    | 13.              |
| 136              | Daniel McLay (GBR)    | DNF              |
| 137              | Clément Russo (FRA)   | 51.              |

| Team DSM DSM | Team DSM DSM           | Team DSM DSM |
| ------------ | ---------------------- | ------------ |
| Num          | Ciclista               | Pos          |
| 141          | John Degenkolb (GER)   | 32.          |
| 142          | Patrick Bevin (NZL)    | DNF          |
| 143          | Pavel Bittner (CZE)    | 42.          |
| 144          | Nils Eekhoff (NED)     | 81.          |
| 145          | Marius Mayrhofer (GER) | DNF          |
| 146          | Sean Flynn (GBR)       | 39.          |
| 147          | Kevin Vermaerke (USA)  | 102.         |

| Team Jayco AlUla JAY | Team Jayco AlUla JAY          | Team Jayco AlUla JAY |
| -------------------- | ----------------------------- | -------------------- |
| Num                  | Ciclista                      | Pos                  |
| 151                  | Zdeněk Štybar (CZE)           | DNF                  |
| 152                  | Felix Engelhardt (GER)        | 108.                 |
| 153                  | Luke Durbridge (AUS)          | NP                   |
| 154                  | Kelland O'Brien (AUS)         | 123.                 |
| 155                  | Alexandre Balmer (SUI)        | DNF                  |
| 156                  | Lukas Pöstlberger (AUT)       | DNF                  |
| 157                  | Christopher Juul-Jensen (DEN) | DNF                  |

| Trek-Segafredo TFS | Trek-Segafredo TFS   | Trek-Segafredo TFS |
| ------------------ | -------------------- | ------------------ |
| Num                | Ciclista             | Pos                |
| 161                | Jasper Stuyven (BEL) | 58.                |
| 162                | Daan Hoole (NED)     | 113.               |
| 163                | Alex Kirsch (LUX)    | 74.                |
| 164                | Bauke Mollema (NED)  | 73.                |
| 165                | Toms Skujiņš (LAT)   | 55.                |
| 166                | Edward Theuns (BEL)  | 35.                |
| 167                | Mathias Vacek (CZE)  | 79.                |

| UAE Team Emirates UAD | UAE Team Emirates UAD  | UAE Team Emirates UAD |
| --------------------- | ---------------------- | --------------------- |
| Num                   | Ciclista               | Pos                   |
| 171                   | Tim Wellens (BEL)      | 26.                   |
| 172                   | Pascal Ackermann (GER) | DNF                   |
| 173                   | Rui Oliveira (POR)     | 9.                    |
| 174                   | Sjoerd Bax (NED)       | DNF                   |
| 175                   | Ivo Oliveira (POR)     | DNF                   |
| 176                   | Matteo Trentin (ITA)   | 98.                   |
| 177                   | Michael Vink (NZL)     | 100.                  |

| Lotto Dstny LTD | Lotto Dstny LTD          | Lotto Dstny LTD |
| --------------- | ------------------------ | --------------- |
| Num             | Ciclista                 | Pos             |
| 181             | Victor Campenaerts (BEL) | 62.             |
| 182             | Cedric Beullens (BEL)    | 56.             |
| 183             | Jasper De Buyst (BEL)    | DNF             |
| 184             | Frederik Frison (BEL)    | 97.             |
| 185             | Arnaud De Lie (BEL)      | 2.              |
| 186             | Brent Van Moer (BEL)     | 48.             |
| 187             | Florian Vermeersch (BEL) | 43.             |

| Israel-Premier Tech IPT | Israel-Premier Tech IPT | Israel-Premier Tech IPT |
| ----------------------- | ----------------------- | ----------------------- |
| Num                     | Ciclista                | Pos                     |
| 191                     | Sep Vanmarcke (BEL)     | 10.                     |
| 192                     | Guillaume Boivin (CAN)  | 120.                    |
| 193                     | Reto Hollenstein (SUI)  | DNF                     |
| 194                     | Krists Neilands (LAT)   | DNF                     |
| 195                     | Jens Reynders (BEL)     | DNF                     |
| 196                     | Guy Sagiv (ISR)         | DNF                     |
| 197                     | Tom Van Asbroeck (BEL)  | DNF                     |

| TotalEnergies TEN | TotalEnergies TEN           | TotalEnergies TEN |
| ----------------- | --------------------------- | ----------------- |
| Num               | Ciclista                    | Pos               |
| 201               | Peter Sagan (SVK) (estrada) | 117.              |
| 202               | Edvald Boasson Hagen (NOR)  | 65.               |
| 203               | Sandy Dujardin (FRA)        | 103.              |
| 204               | Daniel Oss (ITA)            | DNF               |
| 205               | Lorrenzo Manzin (FRA)       | DNF               |
| 206               | Anthony Turgis (FRA)        | 96.               |
| 207               | Dries Van Gestel (BEL)      | 45.               |

| Bingoal WB BWB | Bingoal WB BWB                 | Bingoal WB BWB |
| -------------- | ------------------------------ | -------------- |
| Num            | Ciclista                       | Pos            |
| 211            | Louis Blouwe (BEL)             | 112.           |
| 212            | Julian Mertens (BEL)           | 60.            |
| 213            | Rémy Mertz (BEL)               | 92.            |
| 214            | Ludovic Robeet (BEL)           | 68.            |
| 215            | Luca Van Boven (BEL)           | 118.           |
| 216            | Guillaume Van Keirsbulck (BEL) | DNF            |
| 217            | Dorian de Maeght (BEL)         | DNF            |

| Human Powered Health HPM | Human Powered Health HPM        | Human Powered Health HPM |
| ------------------------ | ------------------------------- | ------------------------ |
| Num                      | Ciclista                        | Pos                      |
| 221                      | Stephen Bassett (USA)           | DNF                      |
| 222                      | Pier-André Coté (CAN) (estrada) | DNF                      |
| 223                      | Adam de Vos (CAN)               | 83.                      |
| 224                      | Colin Joyce (USA)               | DNF                      |
| 225                      | Barnabás Peák (HUN)             | DNF                      |
| 226                      | Ben Perry (CAN)                 | 104.                     |
| 227                      | Gijs Van Hoecke (BEL)           | DNF                      |

| Team Flanders-Baloise TFB | Team Flanders-Baloise TFB | Team Flanders-Baloise TFB |
| ------------------------- | ------------------------- | ------------------------- |
| Num                       | Ciclista                  | Pos                       |
| 231                       | Sander De Pestel (BEL)    | DNF                       |
| 232                       | Gilles De Wilde (BEL)     | 124.                      |
| 233                       | Vincent Van Hemelen (BEL) | DNF                       |
| 234                       | Vito Braet (BEL)          | 121.                      |
| 235                       | Alex Colman (BEL)         | 111.                      |
| 236                       | Ruben Apers (BEL)         | DNF                       |
| 237                       | Ward Vanhoof (BEL)        | 86.                       |

| Uno-X Pro Cycling Team UXT | Uno-X Pro Cycling Team UXT    | Uno-X Pro Cycling Team UXT |
| -------------------------- | ----------------------------- | -------------------------- |
| Num                        | Ciclista                      | Pos                        |
| 241                        | Alexander Kristoff (NOR)      | 4.                         |
| 242                        | Jonas Abrahamsen (NOR)        | 101.                       |
| 243                        | Martin Bugge Urianstad (NOR)  | 47.                        |
| 244                        | William Blume Levy (DEN)      | 90.                        |
| 245                        | Erik Nordsæter Resell (NOR)   | 49.                        |
| 246                        | Anders Skaarseth (NOR)        | 46.                        |
| 247                        | Rasmus Tiller (NOR) (estrada) | 31.                        |

| Jumbo-Visma TJV | Jumbo-Visma TJV            | Jumbo-Visma TJV |
| --------------- | -------------------------- | --------------- |
| Num             | Ciclista                   | Pos             |
| 1               | Tiesj Benoot (BEL)         | 15.             |
| 2               | Edoardo Affini (ITA)       | 115.            |
| 3               | Christophe Laporte (FRA)   | 3.              |
| 4               | Jan Tratnik (SLO)          | 94.             |
| 5               | Dylan van Baarle (NED)     | 1.              |
| 6               | Tim van Dijke (NED)        | 114.            |
| 7               | Nathan Van Hooydonck (BEL) | 30.             |

| Soudal Quick-Step SOQ | Soudal Quick-Step SOQ            | Soudal Quick-Step SOQ |
| --------------------- | -------------------------------- | --------------------- |
| Num                   | Ciclista                         | Pos                   |
| 11                    | Yves Lampaert (BEL)              | 71.                   |
| 12                    | Davide Ballerini (ITA)           | 6.                    |
| 13                    | Tim Declercq (BEL)               | DNF                   |
| 14                    | Stan Van Tricht (BEL)            | 125.                  |
| 15                    | Casper Pedersen (DEN)            | 59.                   |
| 16                    | Florian Sénéchal (FRA) (estrada) | 77.                   |
| 17                    | Jannik Steimle (GER)             | 116.                  |

| Intermarché-Circus-Wanty ICW | Intermarché-Circus-Wanty ICW | Intermarché-Circus-Wanty ICW |
| ---------------------------- | ---------------------------- | ---------------------------- |
| Num                          | Ciclista                     | Pos                          |
| 21                           | Sven Erik Bystrøm (NOR)      | 54.                          |
| 22                           | Rune Herregodts (BEL)        | DNF                          |
| 23                           | Arne Marit (BEL)             | 105.                         |
| 24                           | Hugo Page (FRA)              | 110.                         |
| 25                           | Baptiste Planckaert (BEL)    | 93.                          |
| 26                           | Mike Teunissen (NED)         | 11.                          |
| 27                           | Laurenz Rex (BEL)            | DNF                          |

| Alpecin-Deceuninck ADC | Alpecin-Deceuninck ADC     | Alpecin-Deceuninck ADC |
| ---------------------- | -------------------------- | ---------------------- |
| Num                    | Ciclista                   | Pos                    |
| 31                     | Jasper Philipsen (BEL)     | 33.                    |
| 32                     | Dries De Bondt (BEL)       | 44.                    |
| 33                     | Michael Gogl (AUT)         | DNF                    |
| 34                     | Søren Kragh Andersen (DEN) | 99.                    |
| 35                     | Oscar Riesebeek (NED)      | 89.                    |
| 36                     | Robert Stannard (AUS)      | 66.                    |
| 37                     | Gianni Vermeersch (BEL)    | 72.                    |

| AG2R Citroën Team ACT | AG2R Citroën Team ACT   | AG2R Citroën Team ACT |
| --------------------- | ----------------------- | --------------------- |
| Num                   | Ciclista                | Pos                   |
| 41                    | Greg Van Avermaet (BEL) | 34.                   |
| 42                    | Oliver Naesen (BEL)     | 19.                   |
| 43                    | Lawrence Naesen (BEL)   | 84.                   |
| 44                    | Stan Dewulf (BEL)       | 41.                   |
| 45                    | Benoît Cosnefroy (FRA)  | 63.                   |
| 46                    | Michael Schär (SUI)     | DNF                   |
| 47                    | Damien Touzé (FRA)      | 70.                   |

| Astana Qazaqstan Team AST | Astana Qazaqstan Team AST | Astana Qazaqstan Team AST |
| ------------------------- | ------------------------- | ------------------------- |
| Num                       | Ciclista                  | Pos                       |
| 51                        | Leonardo Basso (ITA)      | 107.                      |
| 52                        | Luis León Sánchez (ESP)   | 119.                      |
| 53                        | Manuele Boaro (ITA)       | DNF                       |
| 54                        | Yevgeniy Gidich (KAZ)     | DNF                       |
| 55                        | Yevgeniy Fedorov (KAZ)    | 85.                       |
| 56                        | Martin Laas (EST)         | DNF                       |
| 57                        | Gleb Syrica               | DNF                       |

| Bahrain Victorious TBV | Bahrain Victorious TBV | Bahrain Victorious TBV |
| ---------------------- | ---------------------- | ---------------------- |
| Num                    | Ciclista               | Pos                    |
| 61                     | Matej Mohorič (SLO)    | 21.                    |
| 62                     | Filip Maciejuk (POL)   | 69.                    |
| 63                     | Jonathan Milan (ITA)   | 36.                    |
| 64                     | Andrea Pasqualon (ITA) | 8.                     |
| 65                     | Dušan Rajović (SRB)    | 88.                    |
| 66                     | Jasha Sütterlin (GER)  | DNF                    |
| 67                     | Fred Wright (GBR)      | 57.                    |

| Bora-Hansgrohe BOH | Bora-Hansgrohe BOH          | Bora-Hansgrohe BOH |
| ------------------ | --------------------------- | ------------------ |
| Num                | Ciclista                    | Pos                |
| 71                 | Jordi Meeus (BEL)           | DNF                |
| 72                 | Nico Denz (GER)             | DNF                |
| 73                 | Marco Haller (AUT)          | 80.                |
| 74                 | Jonas Koch (GER)            | 28.                |
| 75                 | Luis-Joe Lührs (GER)        | DNF                |
| 76                 | Nils Politt (GER) (estrada) | 7.                 |
| 77                 | Ide Schelling (NED)         | 14.                |

| Cofidis COF | Cofidis COF            | Cofidis COF |
| ----------- | ---------------------- | ----------- |
| Num         | Ciclista               | Pos         |
| 81          | Axel Zingle (FRA)      | 95.         |
| 82          | André Carvalho (POR)   | DNF         |
| 83          | Wesley Kreder (NED)    | DNF         |
| 84          | Christophe Noppe (BEL) | 109.        |
| 85          | Alexis Renard (FRA)    | 53.         |
| 86          | Jelle Wallays (BEL)    | 87.         |
| 87          | Piet Allegaert (BEL)   | 12.         |

| EF Education-EasyPost EFE | EF Education-EasyPost EFE | EF Education-EasyPost EFE |
| ------------------------- | ------------------------- | ------------------------- |
| Num                       | Ciclista                  | Pos                       |
| 91                        | Jens Keukeleire (BEL)     | 64.                       |
| 92                        | Owain Doull (GBR)         | 16.                       |
| 93                        | Stefan Bissegger (SUI)    | 20.                       |
| 94                        | Jonas Rutsch (GER)        | 24.                       |
| 95                        | Tom Scully (NZL)          | NP                        |
| 96                        | James Shaw (GBR)          | 67.                       |
| 97                        | Julius van den Berg (NED) | 29.                       |

| Groupama-FDJ GFC | Groupama-FDJ GFC      | Groupama-FDJ GFC |
| ---------------- | --------------------- | ---------------- |
| Num              | Ciclista              | Pos              |
| 101              | Stefan Küng (SUI)     | 25.              |
| 102              | Lewis Askey (GBR)     | 61.              |
| 103              | Kevin Geniets (LUX)   | 27.              |
| 104              | Olivier Le Gac (FRA)  | 52.              |
| 105              | Fabian Lienhard (SUI) | 78.              |
| 106              | Jake Stewart (GBR)    | 17.              |
| 107              | Samuel Watson (GBR)   | 75.              |

| Ineos Grenadiers IGD | Ineos Grenadiers IGD     | Ineos Grenadiers IGD |
| -------------------- | ------------------------ | -------------------- |
| Num                  | Ciclista                 | Pos                  |
| 111                  | Thomas Pidcock (GBR)     | 5.                   |
| 112                  | Brandon Rivera (COL)     | DNF                  |
| 113                  | Michał Kwiatkowski (POL) | 106.                 |
| 114                  | Luke Rowe (GBR)          | 122.                 |
| 115                  | Magnus Sheffield (USA)   | 22.                  |
| 116                  | Connor Swift (GBR)       | 91.                  |
| 117                  | Ben Turner (GBR)         | DNF                  |

| Movistar Team MOV | Movistar Team MOV         | Movistar Team MOV |
| ----------------- | ------------------------- | ----------------- |
| Num               | Ciclista                  | Pos               |
| 121               | Imanol Erviti (ESP)       | 50.               |
| 122               | Iván García Cortina (ESP) | DNF               |
| 123               | Mathias Norsgaard (DEN)   | 82.               |
| 124               | Matteo Jorgenson (USA)    | 18.               |
| 125               | Max Kanter (GER)          | 38.               |
| 126               | Lluís Mas (ESP)           | 40.               |
| 127               | Iván Romeo (ESP)          | 76.               |

| Arkéa-Samsic ARK | Arkéa-Samsic ARK      | Arkéa-Samsic ARK |
| ---------------- | --------------------- | ---------------- |
| Num              | Ciclista              | Pos              |
| 131              | Jenthe Biermans (BEL) | 37.              |
| 132              | Alan Riou (FRA)       | DNF              |
| 133              | Donavan Grondin (FRA) | DNF              |
| 134              | Mathis Le Berre (FRA) | 23.              |
| 135              | Matis Louvel (FRA)    | 13.              |
| 136              | Daniel McLay (GBR)    | DNF              |
| 137              | Clément Russo (FRA)   | 51.              |

| Team DSM DSM | Team DSM DSM           | Team DSM DSM |
| ------------ | ---------------------- | ------------ |
| Num          | Ciclista               | Pos          |
| 141          | John Degenkolb (GER)   | 32.          |
| 142          | Patrick Bevin (NZL)    | DNF          |
| 143          | Pavel Bittner (CZE)    | 42.          |
| 144          | Nils Eekhoff (NED)     | 81.          |
| 145          | Marius Mayrhofer (GER) | DNF          |
| 146          | Sean Flynn (GBR)       | 39.          |
| 147          | Kevin Vermaerke (USA)  | 102.         |

| Team Jayco AlUla JAY | Team Jayco AlUla JAY          | Team Jayco AlUla JAY |
| -------------------- | ----------------------------- | -------------------- |
| Num                  | Ciclista                      | Pos                  |
| 151                  | Zdeněk Štybar (CZE)           | DNF                  |
| 152                  | Felix Engelhardt (GER)        | 108.                 |
| 153                  | Luke Durbridge (AUS)          | NP                   |
| 154                  | Kelland O'Brien (AUS)         | 123.                 |
| 155                  | Alexandre Balmer (SUI)        | DNF                  |
| 156                  | Lukas Pöstlberger (AUT)       | DNF                  |
| 157                  | Christopher Juul-Jensen (DEN) | DNF                  |

| Trek-Segafredo TFS | Trek-Segafredo TFS   | Trek-Segafredo TFS |
| ------------------ | -------------------- | ------------------ |
| Num                | Ciclista             | Pos                |
| 161                | Jasper Stuyven (BEL) | 58.                |
| 162                | Daan Hoole (NED)     | 113.               |
| 163                | Alex Kirsch (LUX)    | 74.                |
| 164                | Bauke Mollema (NED)  | 73.                |
| 165                | Toms Skujiņš (LAT)   | 55.                |
| 166                | Edward Theuns (BEL)  | 35.                |
| 167                | Mathias Vacek (CZE)  | 79.                |

| UAE Team Emirates UAD | UAE Team Emirates UAD  | UAE Team Emirates UAD |
| --------------------- | ---------------------- | --------------------- |
| Num                   | Ciclista               | Pos                   |
| 171                   | Tim Wellens (BEL)      | 26.                   |
| 172                   | Pascal Ackermann (GER) | DNF                   |
| 173                   | Rui Oliveira (POR)     | 9.                    |
| 174                   | Sjoerd Bax (NED)       | DNF                   |
| 175                   | Ivo Oliveira (POR)     | DNF                   |
| 176                   | Matteo Trentin (ITA)   | 98.                   |
| 177                   | Michael Vink (NZL)     | 100.                  |

| Lotto Dstny LTD | Lotto Dstny LTD          | Lotto Dstny LTD |
| --------------- | ------------------------ | --------------- |
| Num             | Ciclista                 | Pos             |
| 181             | Victor Campenaerts (BEL) | 62.             |
| 182             | Cedric Beullens (BEL)    | 56.             |
| 183             | Jasper De Buyst (BEL)    | DNF             |
| 184             | Frederik Frison (BEL)    | 97.             |
| 185             | Arnaud De Lie (BEL)      | 2.              |
| 186             | Brent Van Moer (BEL)     | 48.             |
| 187             | Florian Vermeersch (BEL) | 43.             |

| Israel-Premier Tech IPT | Israel-Premier Tech IPT | Israel-Premier Tech IPT |
| ----------------------- | ----------------------- | ----------------------- |
| Num                     | Ciclista                | Pos                     |
| 191                     | Sep Vanmarcke (BEL)     | 10.                     |
| 192                     | Guillaume Boivin (CAN)  | 120.                    |
| 193                     | Reto Hollenstein (SUI)  | DNF                     |
| 194                     | Krists Neilands (LAT)   | DNF                     |
| 195                     | Jens Reynders (BEL)     | DNF                     |
| 196                     | Guy Sagiv (ISR)         | DNF                     |
| 197                     | Tom Van Asbroeck (BEL)  | DNF                     |

| TotalEnergies TEN | TotalEnergies TEN           | TotalEnergies TEN |
| ----------------- | --------------------------- | ----------------- |
| Num               | Ciclista                    | Pos               |
| 201               | Peter Sagan (SVK) (estrada) | 117.              |
| 202               | Edvald Boasson Hagen (NOR)  | 65.               |
| 203               | Sandy Dujardin (FRA)        | 103.              |
| 204               | Daniel Oss (ITA)            | DNF               |
| 205               | Lorrenzo Manzin (FRA)       | DNF               |
| 206               | Anthony Turgis (FRA)        | 96.               |
| 207               | Dries Van Gestel (BEL)      | 45.               |

| Bingoal WB BWB | Bingoal WB BWB                 | Bingoal WB BWB |
| -------------- | ------------------------------ | -------------- |
| Num            | Ciclista                       | Pos            |
| 211            | Louis Blouwe (BEL)             | 112.           |
| 212            | Julian Mertens (BEL)           | 60.            |
| 213            | Rémy Mertz (BEL)               | 92.            |
| 214            | Ludovic Robeet (BEL)           | 68.            |
| 215            | Luca Van Boven (BEL)           | 118.           |
| 216            | Guillaume Van Keirsbulck (BEL) | DNF            |
| 217            | Dorian de Maeght (BEL)         | DNF            |

| Human Powered Health HPM | Human Powered Health HPM        | Human Powered Health HPM |
| ------------------------ | ------------------------------- | ------------------------ |
| Num                      | Ciclista                        | Pos                      |
| 221                      | Stephen Bassett (USA)           | DNF                      |
| 222                      | Pier-André Coté (CAN) (estrada) | DNF                      |
| 223                      | Adam de Vos (CAN)               | 83.                      |
| 224                      | Colin Joyce (USA)               | DNF                      |
| 225                      | Barnabás Peák (HUN)             | DNF                      |
| 226                      | Ben Perry (CAN)                 | 104.                     |
| 227                      | Gijs Van Hoecke (BEL)           | DNF                      |

| Team Flanders-Baloise TFB | Team Flanders-Baloise TFB | Team Flanders-Baloise TFB |
| ------------------------- | ------------------------- | ------------------------- |
| Num                       | Ciclista                  | Pos                       |
| 231                       | Sander De Pestel (BEL)    | DNF                       |
| 232                       | Gilles De Wilde (BEL)     | 124.                      |
| 233                       | Vincent Van Hemelen (BEL) | DNF                       |
| 234                       | Vito Braet (BEL)          | 121.                      |
| 235                       | Alex Colman (BEL)         | 111.                      |
| 236                       | Ruben Apers (BEL)         | DNF                       |
| 237                       | Ward Vanhoof (BEL)        | 86.                       |

| Uno-X Pro Cycling Team UXT | Uno-X Pro Cycling Team UXT    | Uno-X Pro Cycling Team UXT |
| -------------------------- | ----------------------------- | -------------------------- |
| Num                        | Ciclista                      | Pos                        |
| 241                        | Alexander Kristoff (NOR)      | 4.                         |
| 242                        | Jonas Abrahamsen (NOR)        | 101.                       |
| 243                        | Martin Bugge Urianstad (NOR)  | 47.                        |
| 244                        | William Blume Levy (DEN)      | 90.                        |
| 245                        | Erik Nordsæter Resell (NOR)   | 49.                        |
| 246                        | Anders Skaarseth (NOR)        | 46.                        |
| 247                        | Rasmus Tiller (NOR) (estrada) | 31.                        |

Convenções:
- AB: Abandono
- FLT: Retiro por chegada fora do limite de tempo
- NTS: Não tomou a saída
- DES: Desclassificado ou expulsado

## UCI World Ranking
O Omloop Het Nieuwsblad outorgou pontos para o UCI World Ranking para corredores das equipas nas categorias UCI WorldTeam, UCI ProTeam e Continental. As seguintes tabelas são o barómetro de pontuação e os dez corredores que obtiveram mais pontos:
| Posição   | 1.º | 2.º | 3.º | 4.º | 5.º | 6.º | 7.º | 8.º | 9.º | 10.º | 11.º | 12.º | 13.º | 14.º | 15.º-20.º | 21.º-30.º | 31.º-50.º | 51.º-55.º | 56.º-60.º |
| Pontuação | 300 | 250 | 215 | 175 | 120 | 115 | 95  | 75  | 60  | 50   | 40   | 35   | 30   | 25   | 20        | 12        | 5         | 2         | 1         |

| Classificação |                    |                     |        |
| Ciclista      | Ciclista           | Equipa              | Pontos |
| ------------- | ------------------ | ------------------- | ------ |
| 1.º           | Dylan van Baarle   | Jumbo-Visma         | 300    |
| 2.º           | Arnaud De Lie      | Lotto Dstny         | 250    |
| 3.º           | Christophe Laporte | Jumbo-Visma         | 215    |
| 4.º           | Alexander Kristoff | Uno-X               | 175    |
| 5.º           | Thomas Pidcock     | Ineos Grenadiers    | 120    |
| 6.º           | Davide Ballerini   | Soudal Quick-Step   | 115    |
| 7.º           | Nils Politt        | Bora-Hansgrohe      | 95     |
| 8.º           | Andrea Pasqualon   | Bahrain Victorious  | 75     |
| 9.º           | Rui Oliveira       | UAE Emirates        | 60     |
| 10.º          | Sep Vanmarcke      | Israel-Premier Tech | 50     |